# Cadurca venata
Cadurca venata är en fjärilsart som beskrevs av Swinhoe 1906. Cadurca venata ingår i släktet Cadurca och familjen tofsspinnare. Inga underarter finns listade i Catalogue of Life.